# Heksoza
Heksoza je monosaharid sa šest ugljenikovih atomа, koji ima hemijsku formulu . Heksoze se klasifikuju po funkcionalnoj grupi, na aldoheksoze koje imaju aldehid u poziciji 1, i ketoheksoze koje imaju keton u poziciji 2.

## Aldoheksoze
Aldoheksoze imaju četiri hiralna centra koji daju total od 16 mogućih aldoheksoznih stereoizomera (24). / konfiguracija je bazirana na orijentaciji hidroksila u poziciji 5, i ne odnosi se na smer optičke aktivnosti.
Osam -aldoheksoza su:
- D-Aloza
- D-Altroza
- D-Glukoza
- D-Manoza
- D-Guloza
- D-Idoza
- D-Galaktoza
- D-Taloza

Od ovih -izomera, svi osim -altroze se prirodno javljaju. -Altroza, je bila izolovana iz bakterijske vrste Butyrivibrio fibrisolvens.

### Ciklični hemiacetali
Poznato je od 1926. da šesto-ugljenični aldozni šećeri formiraju ciklične hemiacetale. Donji dijagram pokazuje hemiacetalne forme D-glukoze i D-manoze.
Brojevi ugljenika u formama sa otvorenim lancom odgovaraju brojevima ugljenika u hemiacetalnim formama. Posledica formiranja hemiacetala je da ugljenik broj 1, koji je simetričan u otvorenom lancu postaje asimetričan u cikličnoj verziji. To znači da glukoza i manoza (kao i sve druge aldoheksoze) imaju dve ciklične forme. U rastvoru, obe forme postoje u ekvilibrijumu sa otvorenim lancom. Otvoreni lanac se međutim ne kristališe, tako da se dve ciklične forme mogu odvojiti kristalizacijom. Na primer, D-glukoza formira alfa kristal koji ima specifičnu rotaciju od +112° i tačku topljenja od 146 °, kao i beta kristal sa specifičnom rotacijom od +19° i tačkom topljenja od 150 °.

## Ketoheksoze
Ketoheksoze imaju 3 hiralna centra i stoga osam mogućih stereoizomera (23). Među njima, za četiri -izomera je poznato da se prirodno javljaju:
- -psikoza
- -fruktoza
- -sorboza
- -tagatoza

Kvasac može da fermentiše samo heksoze koje se prirodno javljaju.

## Literatura
- Lindhorst, Thisbe K. (2007). Essentials of Carbohydrate Chemistry and Biochemistry (1. изд.). Wiley-VCH.  978-3-527-31528-4.
- Robyt, John F. (1997). Essentials of Carbohydrate Chemistry (1. изд.). Springer.  978-0-387-94951-2.
- Morrison, Robert Thornton & Boyd, Robert Neilson (1983). Organic Chemistry (2nd изд.). Allyn and Bacon. Library of Congress catalog 66-25695